# پرواز ۴۵۹۰ ایرفرانس
پرواز ۴۵۹۰ ایرفرانس یک پرواز چارتر بین‌المللی از فرودگاه شارل دوگل پاریس به فرودگاه بین‌المللی جان اف کندی در نیویورک بود که توسط هواپیمای کنکورد انجام می‌شد. بعدازظهر روز سه‌شنبه، ۲۵ ژوئیه ۲۰۰۰، در ساعت ۱۶:۴۴:۳۱ به وقت محلی، هواپیمای کنکورد، به سریال F-BTSC هنگام برخاستن از باند فرودگاه، پس از برخورد با قطعات فلزی افتاده‌شده بر روی باند، دچار ترکیدگی تایر شد و تکه‌های لاستیک، با سرعت و قدرت زیادی به قسمت زیرین بال چپ و به محل سیستم ارابه فرود هواپیما، پرتاب شد.
مخزن سوخت هواپیما در بال چپ، پُر بود و پس از برخورد قطعات لاستیک، مخزن پاره شد و در نتیجه، مقادیر زیادی سوخت آزاد و به بیرون ریخته شد. قطعات لاستیک همچنین سیم‌کشی‌های مربوط به ارابه فرود را نیز قطع کرد و از جمع شدن ارابه فرود جلوگیری کرد. سپس سوخت ناشی از پارگی مخزن، مشتعل شد و این اختلال، باعث از بین رفتن توان و نیروی رانش در موتورهای ۱ و ۲ شد. فقدان نیروی رانش، و جمع نشدن طولانی ارابه فرود و آسیب آتش به نقاط مهمی از کنترل‌های پرواز، کنترل هواپیما را غیرممکن کرد و این هواپیما، دو دقیقه پس از برخاستن به هتلی در نزدیکی گونس برخورد کرد. تمام ۱۰۹ سرنشین هواپیما به همراه چهار نفر در هتل کشته شدند. شش نفر دیگر نیز در هتل، به‌شدت مجروح شدند.
این پرواز توسط شرکت آلمانی Peter Deilmann Cruises چارتر شده بود. مسافران در حال سفر برای سوار شدن به کشتی گردشی ام‌اس دویچلند در شهر نیویورک برای یک سفر دریایی ۱۶ روزه به مانتا، اکوادور بودند. این تنها حادثهٔ مرگبار کنکورد در طول تاریخ عملیاتی ۲۷ ساله آن بود.

## هواپیما و خدمه

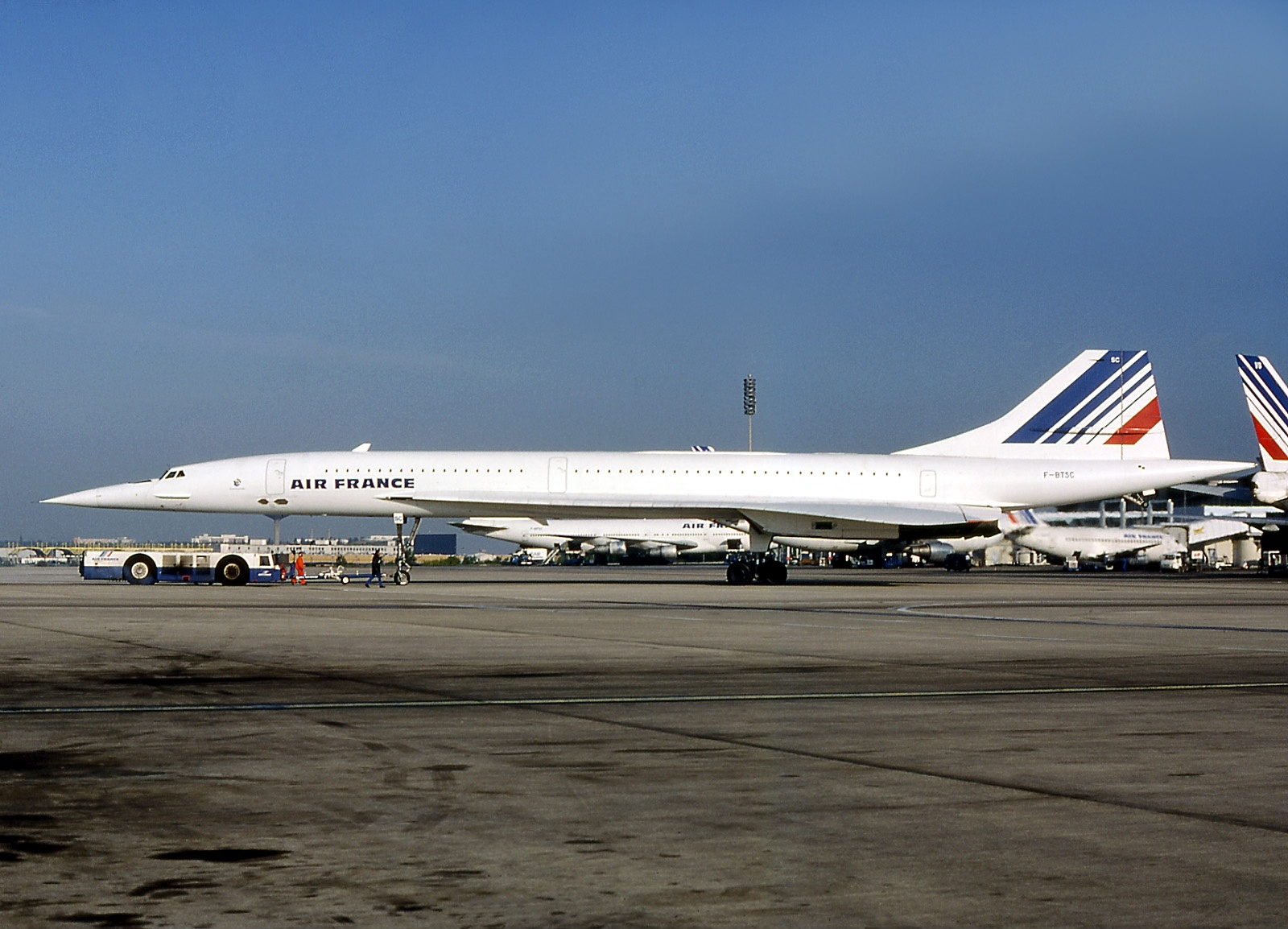
کنکورد درگیر در حادثه، در سال ۱۹۸۵

هواپیمای مورد نظر، یک کنکورد ۲۵ساله، با کد رجیستر F-BTSC و شماره سریال ۲۰۳ بود که نخستین پرواز خود را در ۳۱ ژانویه ۱۹۷۵ انجام داده بود. این هواپیما توسط ایرفرانس در ۶ ژانویه ۱۹۷۶ خریداری شده بود. این کنکورد، مجهز به چهار رولز-رویس/سنکما الیمپوس ۵۹۳ توربوجت بود که همگی به پس‌سوز مجهز بودند. آخرین تعمیر برنامه‌ریزی شدهٔ این هواپیما در ۲۱ ژوئیه ۲۰۰۰، چهار روز پیش از حادثه انجام شده بود و هیچ مشکلی در طول تعمیر گزارش نشد. در زمان سقوط، هواپیما ۱۱٬۹۸۹ ساعت پرواز کرده بود و ۴٬۸۷۳ چرخه برخاست و فرود را انجام داده بود.
خدمهٔ کابین شامل افراد زیر بودند:
- خلبان یک کریستین مارتی (۵۳ ساله) که از سال ۱۹۶۷ در ایرفرانس بود. او ۱۳٬۴۷۷ ساعت پرواز داشت که ۳۱۷ ساعت آن در کنکورد بود. مارتی همچنین با هواپیماهای بوئینگ ۷۲۷، ۷۳۷، ایرباس ای۳۰۰، ایرباس ای۳۲۰ و ایرباس ای۳۴۰ پرواز کرده بود.
- افسر اول، ژان مارکوت (۵۰ ساله) که از سال ۱۹۷۱ در ایرفرانس بود و ۱۰٬۰۳۵ ساعت پرواز داشت که ۲٬۶۹۸ ساعت از آن‌ها در کنکورد بود. او همچنین با هواپیماهای آئروسپاسیال ان ۲۶۲، سود اویاسیون کاراوله و ایرباس ای۳۰۰ پرواز کرده بود.
- مهندس پرواز ژیل ژاردینود (۵۸ ساله) که از سال ۱۹۶۸ در ایرفرانس بود. او ۱۲٬۵۳۲ ساعت پرواز داشت که ۹۳۷ ساعت آن در هواپیمای کنکورد بود. ژاردینود نیز با هواپیماهای بوئینگ ۷۳۷ و ۷۲۷، سود اویاسیون کاراوله، آئروسپاسیال ان ۲۶۲، داسو فالکون ۲۰ و بوئینگ ۷۴۷ (شامل نوع -۴۰۰) پرواز کرده بود.

## سانحه
وزش باد در آن روز، در فرودگاه، سبک و متغیر بود و به خدمهٔ پروازی هواپیما به میزان ۸ گره (۱۵ کیلومتر بر ساعت؛ ۹ مایل بر ساعت) گزارش شد.

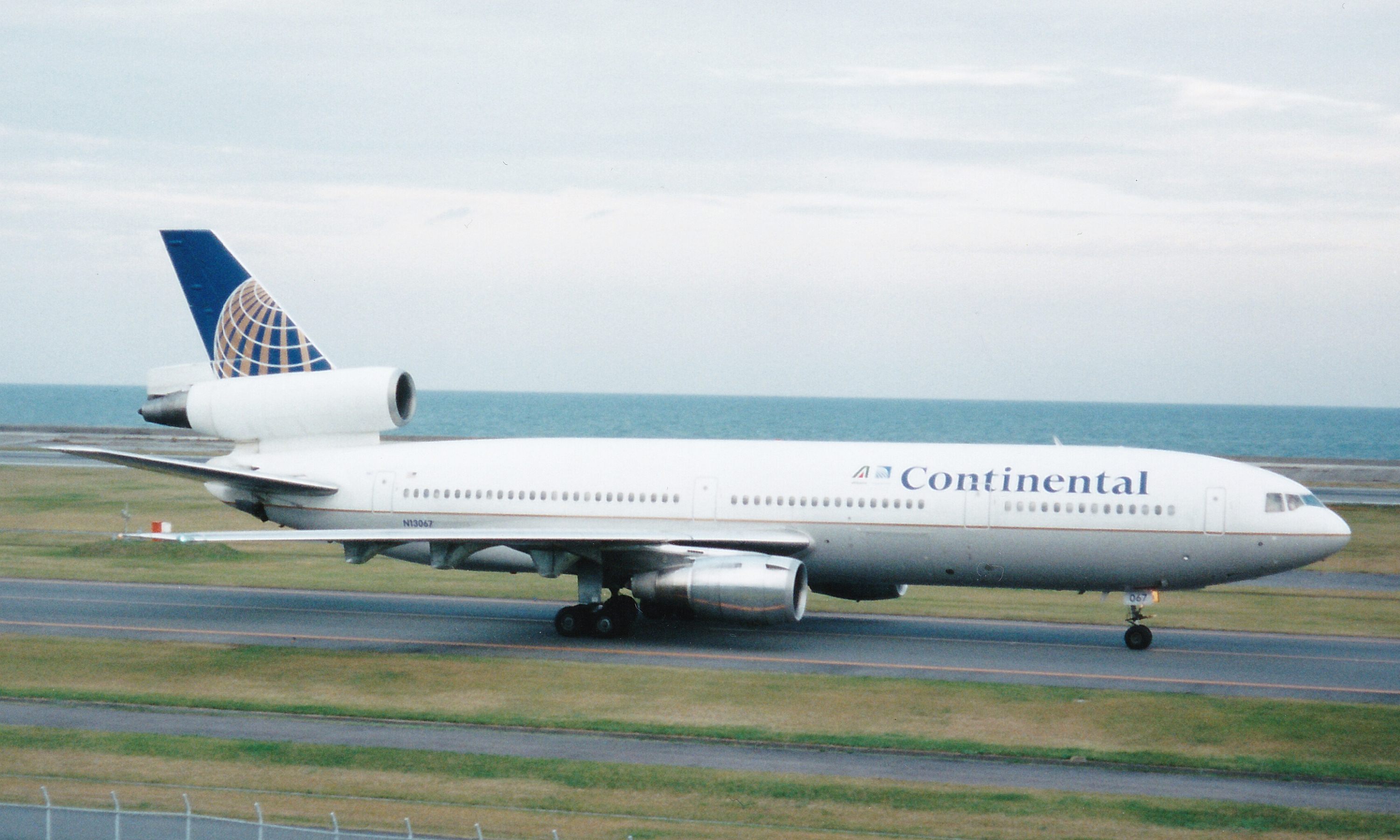
دی‌سی-۱۰ درگیر در سانحه (رجیستر: N13067)

پنج دقیقه پیش از حرکت کنکورد، پرواز شمارهٔ ۵۵ کنتیننتال ایرلاینز، یک فروند مک‌دانل داگلاس دی‌سی-۱۰، از همان باند فرودگاه بین‌المللی لیبرتی نیوآرک بلند شد. هنگام برخاست این هواپیما، یک نوار آلیاژ تیتانیومی که بخشی از پوشش موتور بود، با طولی حدود ۴۳۵ میلیمتر (۱۷٫۱ اینچ) طول، ۲۹ تا ۳۴ میلیمتر (۱٫۱ تا ۱٫۳ اینچ) عرض، و ۱٫۴ میلیمتر (۰٫۰۵۵ اینچ) جدا شد و بر روی باند فرودگاه افتاد. کنکورد در زمان تیک‌آف و آغاز پرواز خود، از روی این تکهٔ فلزی رد شد و لاستیک جلوی سمت راست آن ترکید و متعاقبِ آن، یک تکهٔ بزرگ از قطعات لاستیک به وزن ۴٫۵ کیلوگرم (۹٫۹ پوند) به سوی قسمت زیرین بال چپ کنکورد روانه شد. برخورد شدید قطعات لاستیک، باعث ایجاد چند آسیب و مشکل در سیستم ارابه فرود، بال‌ها، موتورها و پاره شدن یکی از مخازن سوخت کنکورد، نشت سوخت و آتش‌سوزی شد. ستون بزرگی از شعله ایجاد شد و مهندس پرواز، موتور ۲ را در پاسخ به هشدار آتش‌سوزی و به‌دستور کاپیتان، خاموش کرد.
ژیل لوژلین، کنترل‌کننده ترافیک هوایی، پیش از این‌که کنکورد از باند برخیزد، متوجه شعله‌های آتش شد و خدمه پرواز را مطلع کرد. با این حال، هواپیما سرعت V 1 را پشت سر گذاشته بود و در آن لحظه، انصراف از برخاست، غیرایمن در نظر گرفته می‌شود. هواپیما با سه موتور باقیمانده به‌دلیل آسیب‌ها و جمع نشدن ارابه‌های فرود، نتوانست سرعت مناسب و کافی برای اوج‌گیری را به‌دست‌آورد و سرعت آن رفته‌رفته کاهش می‌یافت. از طرف دیگر، آتش به بال چپ آسیب رسانده بود و این بال، شروع به متلاشی شدن کرد، به‌دلیل عدم عملکرد صحیح و متوازن موتورها، هواپیما ناگهان دچار یک چرخش شدید ۱۰۰ درجه‌ای به‌سمت راست شد. خدمه در تلاش برای تراز کردن هواپیما، قدرت موتورهای سه و چهار را کاهش دادند، اما به دلیل کاهش سرعت، کنترل هواپیما را به‌کلی از دست دادند و هواپیما دچار واماندگی شد و در نهایت به هتل هتلیسیمو برخورد کرد. فیلمی از سوختن هواپیما در هنگام برخاستن و پس از سقوط، توسط یک راننده عبوری ضبط شده‌است.
خدمه در حال تلاش برای تغییر مسیر به فرودگاه فرودگاه پاری – لو بورژه بودند، اما بازرسان سانحه اظهار داشتند که با توجه به مسیر پرواز هواپیما، انجام یک فرود ایمن، بسیار بعید بوده‌است.

## قربانیان
در این سانحه تمام مسافران و خدمه و چهار کارمند هتل هتلیسیمو جان باختند. مسافرانی که بیشتر آن‌ها گردشگران آلمانی بودند که برای سفر دریایی به نیویورک می‌رفتند، مدیر فوتبال آلمانی رودی فاسناخت و کریستین گوتز عضو اتحادیه کارگری آلمان نیز در میان آن‌ها بودند.
| ملیت         | مسافران | خدمه | زمین | مجموع |
| ------------ | ------- | ---- | ---- | ----- |
| اتریش        | ۱       | —    | —    | ۱     |
| دانمارک      | ۲       | —    | —    | ۲     |
| فرانسه       | —       | ۸    | —    | ۸     |
| آلمان        | ۹۶      | ۱    | —    | ۹۷    |
| ایالات متحده | ۱       | —    | —    | ۱     |
| الجزایر      | —       | —    | ۱    | ۱     |
| موریس        | —       | —    | ۱    | ۱     |
| لهستان       | —       | —    | ۲    | ۲     |
| مجموع        | ۱۰۰     | ۹    | ۴    | ۱۱۳   |

## پیامدها

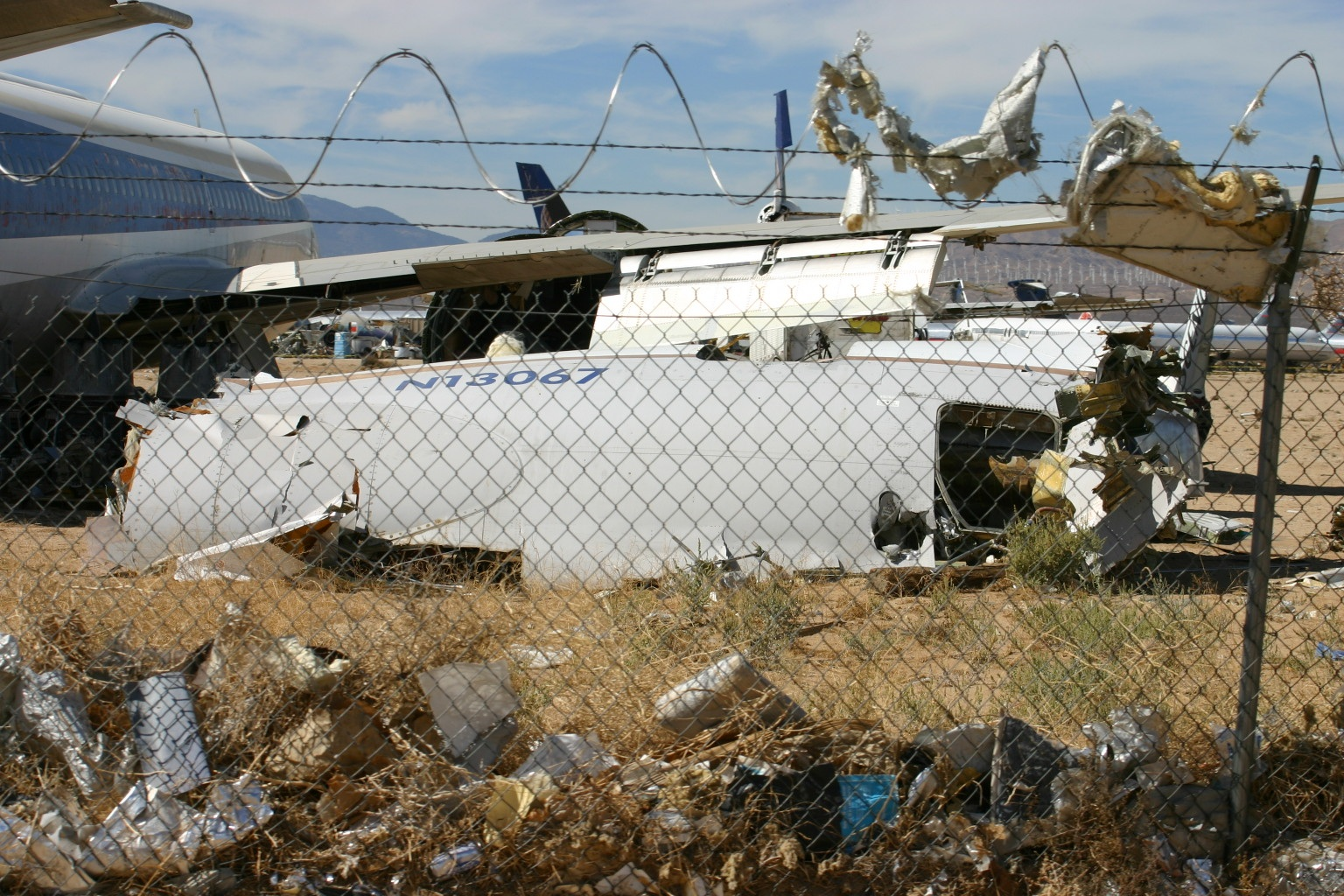
دی‌سی-۱۰ درگیر در سانحه، اسقاط شده در موهاوه، کالیفرنیا، در سال۲۰۱۲

تا پیش از این سانحه، کنکورد یکی از ایمن‌ترین هواپیماهای جهان محسوب می‌شد. این سانحه، دلیل اصلی پایان کار این نوع هواپیما بود.
چند روز پس از سقوط، تمام کنکوردها زمین‌گیر شدند و در انتظار بررسی علت سقوط و راه‌حل‌های احتمالی ماندند.
پروژهٔ کنکورد ایرفرانس یک سرمایه‌گذاری زیان‌بار بوده‌است و ادعا می‌شود که این هواپیما برای حفظ غرور ملی، در خدمت نگه داشته شده‌است. بریتیش ایرویز اما ادعا کرد که از کنکوردهای خود سود می‌برد. به گفته جوک لو، خلبان کنکورد، تا زمان سقوط پرواز ۴۵۹۰ ایرفرانس در پاریس، کنکوردهای خطوط هوایی بریتانیا به‌طور متوسط حدود ۳۰ میلیون پوند سود خالص در سال داشته‌است. استفادهٔ تجاری کنکورد در نوامبر ۲۰۰۱ پس از ۱۷ میلیون پوند هزینه جهت بهبود ایمنی، از سر گرفته شد و کنکورد نهایتاً در سال ۲۰۰۳ بازنشسته شد.

## اصلاحات و احیاء مجدد
این حادثه به تغییراتی در کنکورد منجر شد، از جمله کنترل‌های الکتریکی ایمن‌تر، پوشش کولار روی مخازن سوخت و لاستیک‌های مقاوم در برابر ترکیدگی.
با این وجود، سقوط هواپیمای ایرفرانس کنکورد آغازی برای پایان این هواپیما بود. درست قبل از شروع مجدد خدمت کنکورد، حملات ۱۱ سپتامبر رخ داد که منجر به کاهش قابل توجهی در تعداد مسافران هوایی شد و به پایان نهایی پروازهای کنکورد کمک کرد. ایرفرانس پروازهای خود را در ماه مه ۲۰۰۳ و بریتیش ایرویز نیز پس از ۵ ماه، پروازهای کنکورد را متوقف کرد.
در ژوئن ۲۰۱۰، دو گروه تلاشی ناموفق را برای انجام پروازهای «هریتیج» توسط کنکورد پیش از آغاز المپیک ۲۰۱۲ بودند. گروه بریتانیایی Save Concorde, SCG و گروه فرانسوی Olympus 593 در حال تلاش برای به دست آوردن چهار موتور رولز-رویس الیمپوس در موزهٔ هوا و فضای Le Bourget بودند.

## یادبود
بنای یادبودی به احترام قربانیان سانحه در گونس ساخته شد. بنای یادبود گونس، شامل یک شیشه شفاف است که یک تکه بال هواپیما از آن بیرون زده‌است. بنای یادبود دیگر، ۶٬۰۰۰ متر مربع (۶۵٬۰۰۰ فوت مربع) یادبود احاطه شده با توپیاری کاشته شده به شکل کنکورد، در سال ۲۰۰۶ در میتری موری، درست در جنوب فرودگاه شارل دوگل، تأسیس شد.